# 대구광역시의 상징
대구광역시는 다음과 같은 상징을 보유하고 있다.

## 상징기

대구광역시기

현재 사용되고 있는 대구광역시기와 로고는 1996년 10월 10일에 제정되었다. 현재 사용되고 있는 버전은 2001년 12월 29일에 수정되었다.

## 상징 노래
《대구 시민의 노래》(大邱 市民의 노래)는 대구광역시의 시가(市歌)이다. 백기만이 작사, 유재덕이 작곡을 맡았다. 노래는 4/4박자를 띠고 있으며 3절로 구성되어 있다.

## 상징 슬로건
대구광역시청은 2004년 12월 31일부터 2022년까지 "Colorful Daegu"(컬러풀 대구)라는 슬로건을 사용했다. 대구광역시청은 "컬러풀 대구"라는 슬로건이 "다양함, 다채로움을 담은 색채를 통해 젊고 밝고 멋지고 화려하고 활기찬 도시 이미지를 통해 다양한 모습으로 발전하는 대구"라는 이미지를 표현하고 있다고 설명했다.
그러다가 2022년 6월 28일에 홍준표 대구광역시장의 취임을 앞두고 있던 대구광역시장직 인수위원회가 "자유와 활력이 넘치는 파워풀 대구(Powerful Daegu)"라는 슬로건으로 바꾸기로 결정했다. 대구광역시청은 대구광역시의 정체성과 미래상을 함축적으로 표현한 새로운 슬로건이라고 밝혔으나 대구 경제정의실천시민연합(경실련)을 포함한 시민 단체들은 《대구광역시 도시 브랜드 가치 제고에 관한 조례》 개정, 대구광역시 주민들의 동의 없이 슬로건이 변경되었다고 지적했다.

## 상징 캐릭터
대구광역시를 상징하는 캐릭터는 패션이로 2000년 3월 3일에 제정되었다. 패션이는 한국의 전통적인 비천상 문양이 담고 있는 미적 감각, 21세기를 맞아 세계적인 섬유 패션 도시로 발전하려는 대구광역시의 이미지를 조화롭게 형상한 것이 특징이다.

## 상징 동식물
대구광역시는 상징 동식물을 다음과 같이 정했다.
- 대구광역시의 시화(市花, 상징 꽃)는 목련(1972년 7월 18일 지정)이다. 목련은 대구 시민이 갖고 있는 순박함과 순결, 희생 정신의 기질을 나타낸다.
- 대구광역시의 시목(市木, 상징 나무)은 전나무(1972년 7월 18일 지정)이다. 전나무는 대구 시민이 갖고 있는 강직함, 영원함, 곧게 뻗어가는 기상을 나타낸다.
- 대구광역시의 시조(市鳥, 상징 새)는 독수리(1983년 7월 1일 지정)이다. 독수리는 대구 시민이 갖고 있는 도량이 넓고 큰 진취적인 기상, 개척자 정신을 나타낸다.

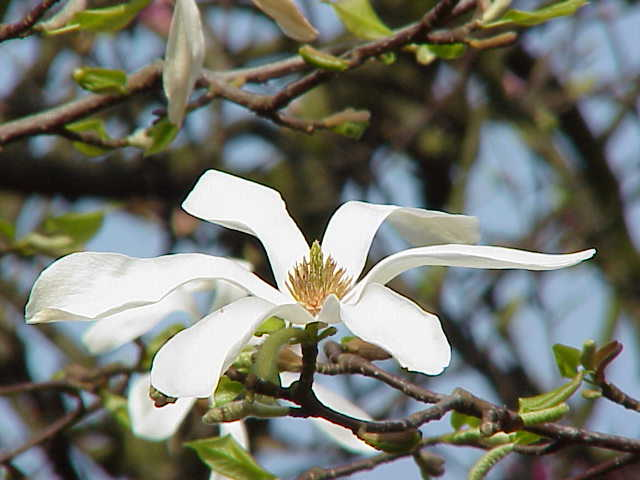
대구광역시를 상징하는 꽃인 목련
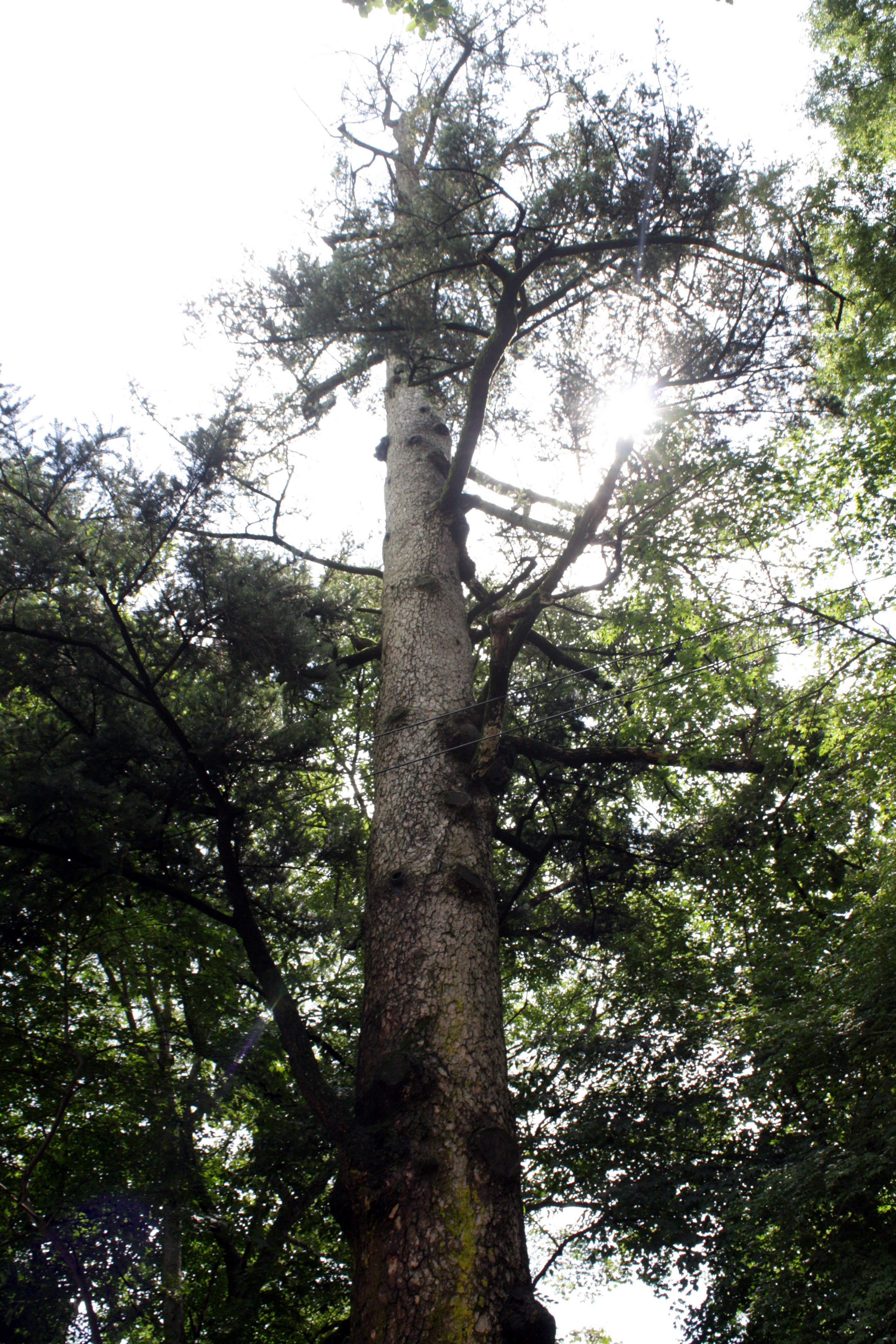
대구광역시를 상징하는 나무인 전나무
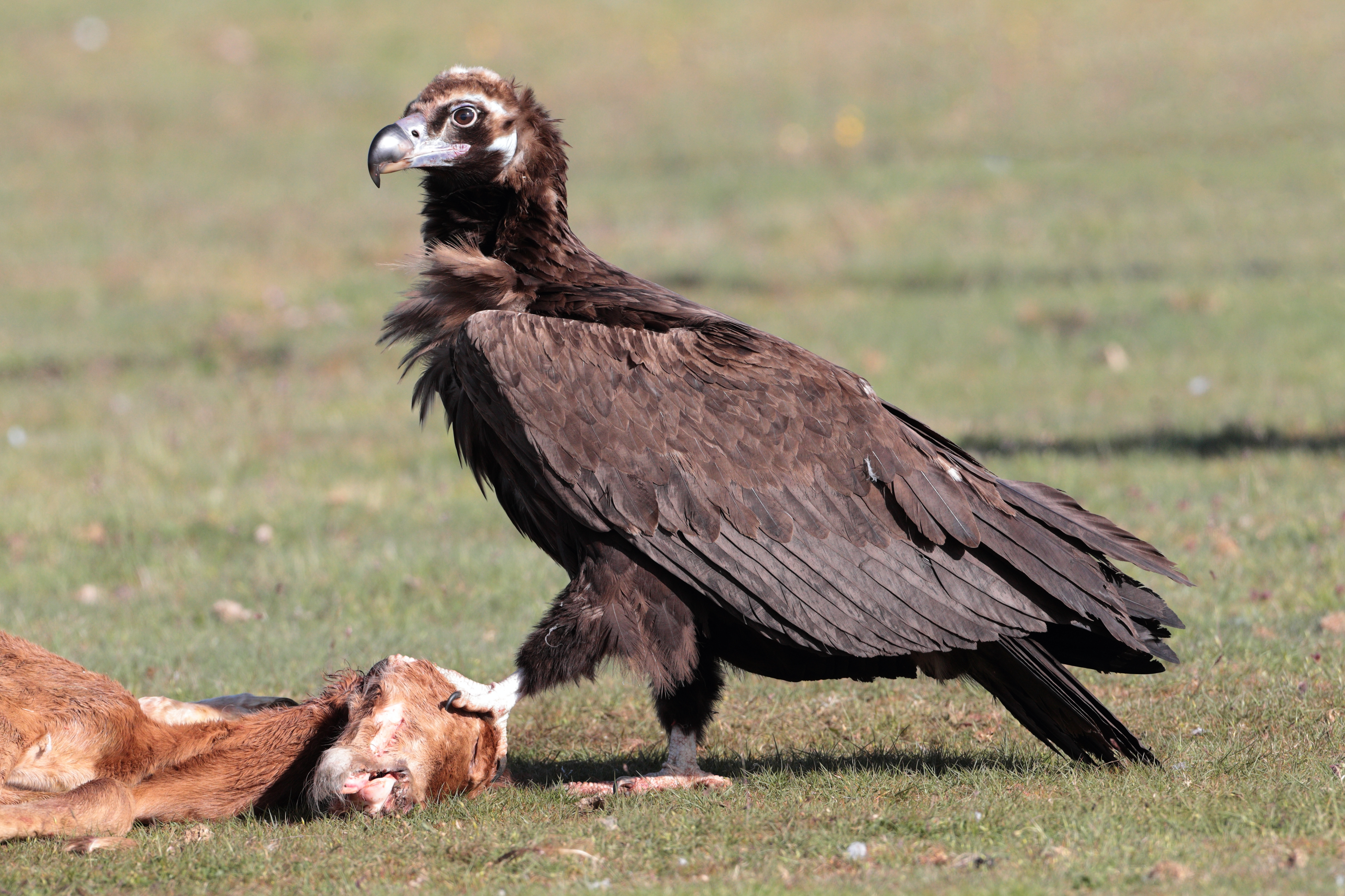
대구광역시를 상징하는 새인 독수리

## 참고자료
- 자치법규정보시스템 - 대구광역시 상징물 관리 조례